# Gryllacris concolorifrons
Gryllacris concolorifrons är en insektsart som beskrevs av Heinrich Hugo Karny 1937. Gryllacris concolorifrons ingår i släktet Gryllacris och familjen Gryllacrididae. Inga underarter finns listade i Catalogue of Life.